# Taslima Nasrin

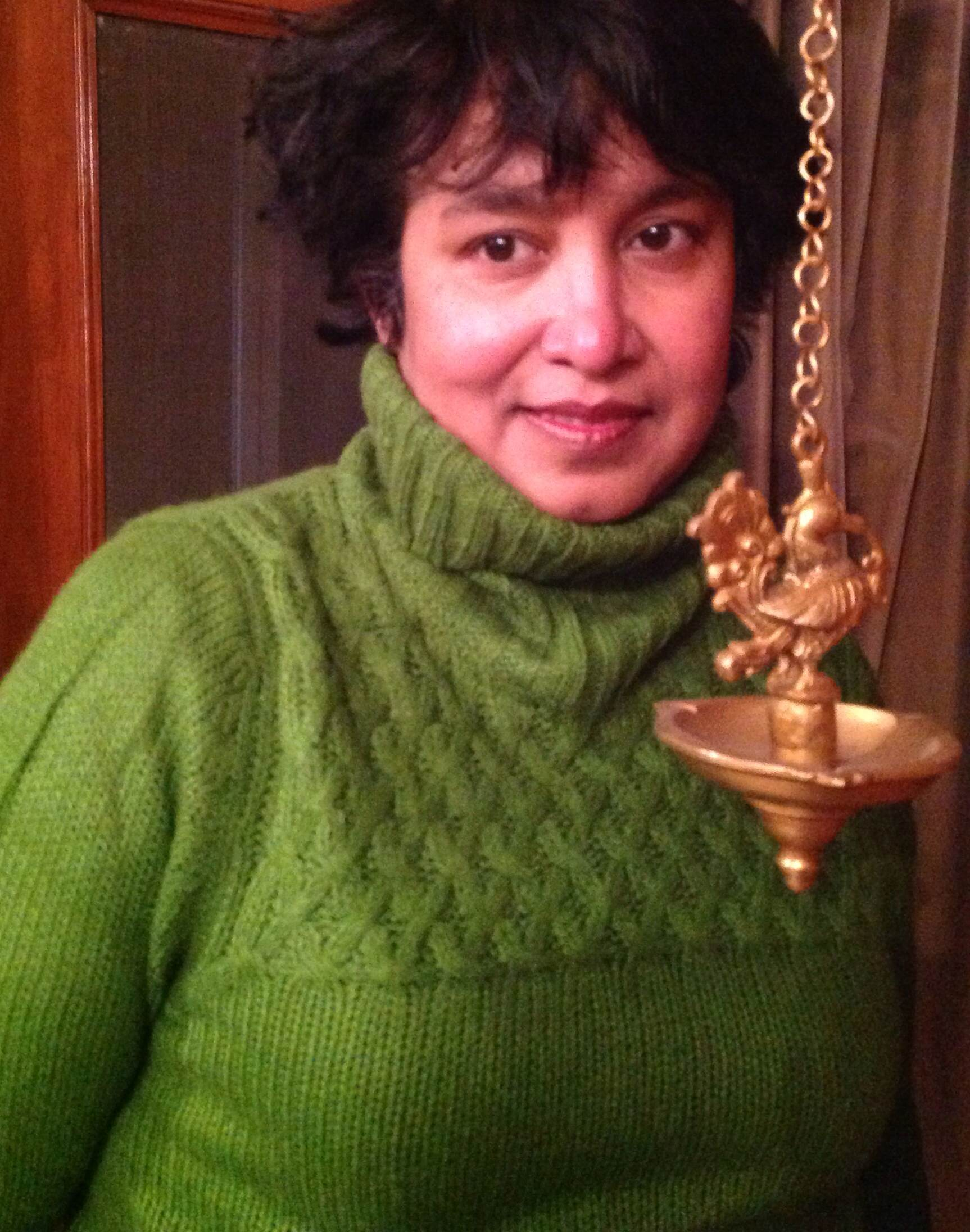
Taslima Nasrin (2014)

Taslima Nasrin (bengalisch তসলিমা নাসরিন IAST Tasalimā Nāsarin, anglisiert: Taslima Nasreen; * 25. August 1962 in Maimansingh) ist eine bangladeschische Ärztin und Schriftstellerin.

## Leben
Taslima Nasrin tritt für die Gleichberechtigung der Frau ein und wendet sich gegen die Unterdrückung religiöser Minderheiten in islamisch geprägten Gesellschaften wie ihrer Heimat Bangladesch. Von islamischen Fundamentalisten mit dem Tode bedroht, vor allem wegen ihres in Bengali verfassten und 1993 erschienenen dokumentarischen Romans Lajja (Bengali: Scham) über die Verfolgung einer Familie der Hindu-Minderheit in Bangladesch. Das Buch wurde in Bangladesch sogleich verboten. 1994 war sie gezwungen, aus ihrem Lande zu fliehen. Sie wandte sich zunächst nach Schweden. Nasrin lebt seitdem immer wieder im Exil. Im Jahr 1995 lebte sie zunächst in Berlin.
Taslima Nasrins schriftstellerisches Werk wurde in dreißig Sprachen übersetzt. Von ihrem Buch Lajja (Scham) wurden innerhalb von fünf Monaten sechzigtausend Exemplare verkauft, aber dann wurde das Buch verboten und ihr Pass eingezogen. Ebenso wurden weitere Werke in Bangladesch und in Westbengalen verboten.
Sie gehört zu den Unterzeichnern des Manifestes der 12 gegen den Islamismus als neue totalitäre Bedrohung.
2004 bot ein indischer islamischer Geistlicher 20.000 Rupien Belohnung für jeden, der „ihr Gesicht schwärzen“ würde, eine als schwere Beleidigung angesehene Handlung. Im März 2007 setzte der All India Ibtehad Council 500.000 Rupien für ihre Enthauptung aus. Der Präsident der Gruppe, Taqi Raza Khan, sagte, dass das Kopfgeld nur zurückgenommen werden würde, wenn sie sich entschuldigen, ihre Bücher verbrennen und Indien verlassen würde.
Nasrin wurde aufgrund ihrer Überzeugungen bereits Opfer von Gewaltakten. So wurde sie im August 2007 bei einer Lesung im südindischen Bundesstaat Andhra Pradesh von radikalen Muslimen angegriffen. Nasrin beabsichtigte, sich im Exil in Westbengalen niederzulassen. Nach gewaltsamen Protesten bengalischer Muslimen in Kalkutta (Kolkata) im November 2007, die zum Ausrücken der Armee und zur Verhängung einer nächtlichen Ausgangssperre über die Stadt führten, zog Nasrin zunächst nach Jaipur und von dort nach Delhi. Die indische Zentralregierung hat sie darauf hingewiesen, dass ihre Sicherheit nur in Delhi gewährleistet werden könne und ihr Visum möglicherweise nicht verlängert würde, sofern sie darauf bestehe, nach Kalkutta zu ziehen. Nach weiteren Morddrohungen ist sie Mitte März 2008 nach Europa ausgereist. Anfang 2009 wurde bekannt, dass sie in Frankreich Zuflucht finden werde. Die Stadt Paris werde ihrer Ehrenbürgerin zum 1. Februar eine Wohnung zur Verfügung stellen.
Kritiker werfen Taslima Nasrin vor, sie habe für Änderungen am Koran plädiert, um mehr Rechte für Frauen zu erwirken. Sie bestreitet dies jedoch. Im Jahre 1994 erklärte sie zu Vorwürfen dieser Art, nicht den Koran, sondern die Scharia habe sie zugunsten von Frauen zu ändern gefordert.

## Ehrungen
- 1994 Sacharow-Preis für geistige Freiheit des Europäischen Parlaments.[12]
- 2002 Erwin-Fischer-Preis des Internationalen Bundes der Konfessionslosen und Atheisten
- 2004 UNESCO-Preis für die Förderung von Toleranz und Gewaltlosigkeit.[13]
- 2008 Simone-de-Beauvoir-Preis[14]
- 2015 Emperor Has No Clothes Award der Freedom From Religion Foundation.[15]

## Schriften
- Scham. Lajja. Hoffmann und Campe, Hamburg 1995, ISBN 3-596-13153-7.
- Lied einer traurigen Nacht. Frauen zwischen Religion und Emanzipation. Hoffmann und Campe, Hamburg 1996, ISBN 3-455-11141-6.
- Das Mädchen, das ich war. Die Autobiographie einer Kindheit. Rowohlt-Taschenbuch-Verlag, Reinbek bei Hamburg 2000, ISBN 3-499-60945-2.

Dazu ein Beitrag in dem vom Kulturreferat der Landeshauptstadt München herausgegebenen Sammelband Reden über das eigene Land (Titelzusatz: Die Reden wurden gehalten auf dem „Münchner Podium in den Kammerspiele“, 1995). München 2002, ISBN 3-89480-126-3 (mit weiteren Reden von George Tabori, Fritz Beer und Erich Loest).